# 화관

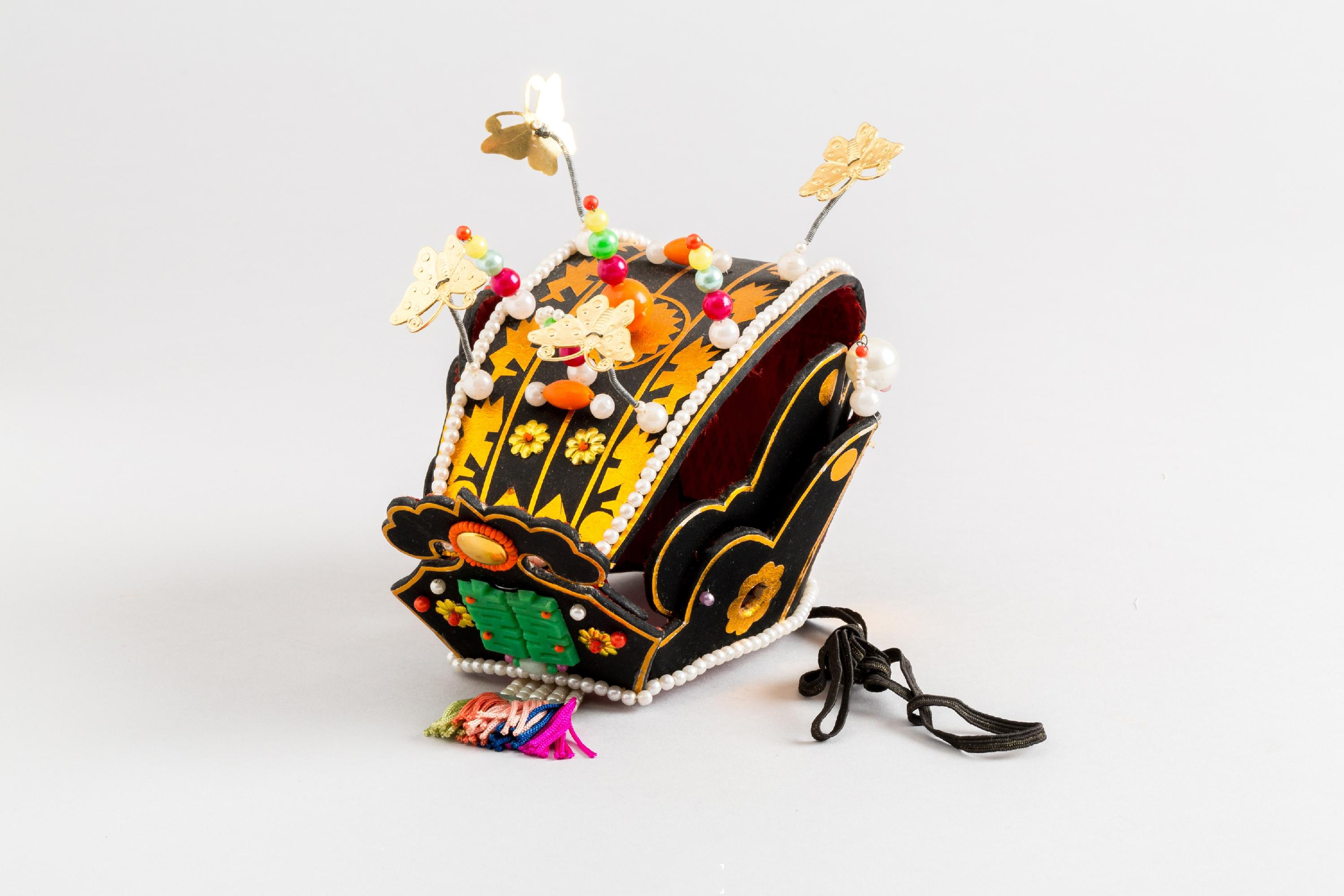
화관은 예장을 할 때 머리 위에 쓰는 관이다.

화관은 한복에서 머리에 장식하는 쓰개의 일종으로 족두리와 유사한 형태를 띤 머리쓰개를 일컫는다. 화관은 장식용의 성격이 컸으며 당나라의 복식제도를 쓰면서 신라 문무왕 때 한반도로 유입된 것으로 본다.
족두리와 마찬가지로 화관 또한 너무 많은 가체의 지나친 사용으로 문제가 되자 이를 경계하려는 정조의 명에 따라 일반에까지 확대된 것으로 추정된다.
화관은 족두리보다는 약간 큰 것으로 금이나 비취, 진주를 천에 장식하여 아름다움을 강조하는 역할을 했다. 한복의 머리장식을 보면 위에 무엇인가 매달려서 움직일 때마다 나풀거리는 것이 있다. 이를 보요라고 부르며 원래는 왕가나 반가의 혼례 때 등장하다 정조 때 이후로 서민들의 혼례 때에도 도입됐다.

## 같이 보기
- 아얌
- 가체
- 한복
- 활옷